# Archie Bleyer
Archie Bleyer, nato Archibald Martin Bleyer (New York, 12 giugno 1909 – Sheboygan, 20 marzo 1989), è stato un arrangiatore, direttore d'orchestra, compositore e dirigente di casa discografica statunitense.

## Biografia

### Primi anni
Archie Bleyer nacque nella sezione Corona del quartiere Queens di New York City. Suo padre era un noto trombettista che aveva suonato con il Metropolitan Opera. Il giovane Bleyer iniziò a suonare il pianoforte quando aveva solo sette anni. Nel 1927 frequentò il Columbia College, con l'intenzione di diventare ingegnere elettrico, ma al secondo anno cambiò, specializzandosi in musica. Senza la laurea, abbandonò per diventare arrangiatore. All'inizio degli anni '30 Bleyer scrisse un certo numero di canzoni incise; tutte novità "bollenti", tra cui "Mouthful O'Jam", "Business In F" e "Business In Q".
Nel 1934 iniziò a dirigere la propria jazz band nel club di Earl Carroll a Hollywood, in California. L'orchestra di Bleyer registrò per la Vocalion Records nel 1934 e nel 1935 si trasferì al gruppo di etichette ARC (Melotone, Perfect, Romeo, Oriole). Uno dei vocalisti che lavorò con questa orchestra era Johnny Mercer, che più tardi è diventato noto come autore di canzoni e co-fondatore della Capitol Records.
Nel 1945 Bleyer iniziò una collaborazione sulla rete radiofonica CBS come direttore d'orchestra per il famoso Gordon MacRae Show. Tra gli strumentisti comparvero con la sua orchestra ci fu John Serry Sr., che emerse negli anni successivi come fisarmonicista orchestrale.

### Gli anni Godfrey
Diventò il direttore musicale di Arthur Godfrey nel 1946, rimanendo in questo ruolo fino al 1953. Molti vicino a Godfrey consideravano la creatività e la comprensione della musica di Bleyer come la chiave per il successo dei programmi radiofonici e televisivi di Godfrey. E poiché Godfrey era noto per essere irascibile e dispotico, spesso rinviava al giudizio di Bleyer nei settori della presentazione e della produzione.
Bleyer fondò la Cadence Records nel 1952. Il primo artista dell'etichetta fu Julius La Rosa, membro del cast Godfrey insieme ai cantanti Janette Davis, Frank Parker, Marion Marlowe ed al gruppo vocale collegato The Mariners. A quel tempo La Rosa era il membro più popolare del cast dello spettacolo. Oltre ad alcuni suoi singoli di successo strumentali, Bleyer sottoscrisse molti altri artisti che avevano suonato nei programmi di Godfrey, inclusi The Chordettes, uno dei quali, Janet Ertel, diventò sua moglie nel 1954.
Nell'autunno del 1953, Godfrey fece terminare La Rosa in onda e successivamente affermò che il giovane cantante "mancava di umiltà", cosa che danneggiò gravemente la popolarità di Godfrey. La Rosa aveva assunto un dirigente personale, che andava contro una policy di Godfrey non ufficiale. Lo stesso giorno Godfrey licenziò Bleyer, affermando di essere offeso poiché Bleyer aveva registrato con il personaggio radiofonico di Chicago Don McNeill, padrone del Breakfast Club di Don McNeill. Questo spettacolo di Godfrey aveva base a Chicago e veniva trasmesso a livello nazionale, ma la sua popolarità era principalmente nel Midwest e adattata per quel pubblico. Sempre insicuro, Godfrey sentì che McNeill, il cui spettacolo era stato un concorrente, era ancora in competizione sebbene Godfrey fosse la personalità dominante della sua generazione. Godfrey affermò in seguito che quando aveva affrontato Bleyer e minacciato di licenziarlo da almeno uno dei tre spettacoli ospitati da Godfrey, il conduttore si era stretto nelle spalle e gli aveva detto di fare quello che doveva fare.
Lo storico della Radio John Dunning ha suggerito, in On the Air: The Encyclopedia of Old-Time Radio, che il rapporto di Bleyer con Janet Ertel sia anche stato una causa della decisione di Godfrey di licenziarlo; Godfrey aveva cercato di mettere in atto una politica di niente appuntamenti tra quelli del suo cast e licenziò parecchi che uscivano insieme. Dopo aver lasciato lo spettacolo, Bleyer non ha mai fatto commenti pubblici sui suoi giorni con Godfrey. Il furore pubblico che circondava il licenziamento di LaRosa e, in misura minore, di Bleyer, cominciò a rallentare l'apparentemente inestinguibile dominio della radio e TV di Godfrey, mentre la carriera di Bleyer stava appena cominciando a fiorire. La perdita della competenza di Bleyer in materia di stage e di produzione, dove aveva servito come mentore non ufficiale per Godfrey, nonostante le differenze di età, fu dannoso per i programmi di Godfrey.

### Cadence Records
Mentre LaRosa non riuscì a reggere i suoi primi successi, i successivi artisti della Cadence comprendevano Andy Williams ed il rappresentante dell'etichetta più grande di tutti, The Everly Brothers, i cui successi come "Bye Bye Love" e "Wake Up Little Susie" furono riprodotti da Bleyer a Nashville con musicisti dello studio guidati da Chet Atkins. Bleyer nel 1963 circa fu anche il suocero di Phil Everly. Ebbe anche i suoi successi nella registrazione strumentale con l'etichetta Cadence. Don Shirley, che apparve nell'etichetta nel 1955 con "Tonal Expressions". Diventò un album Top 15 nella primavera di quell'anno, avendone vendute, pare, più di 20 000 copie, un debutto rispettabile per un artista jazz. Ironia della sorte, era l'unico album di successo che Shirley avrebbe potuto godere, ma le sue vendite rimasero stabili abbastanza a lungo finché fu con l'etichetta, fino a quando chiuse nel 1964, tagliando circa una dozzina di long playing pubblicati dalla Don Shirley Discography.
Bleyer aveva anche dei limiti alla sua tolleranza per il rock and roll. Mentre chiaramente e correttamente osservava gli Everlys come un richiamo commerciale attraente e pulito, le cui armonie influenzate dal paese avrebbero potuto raggiungere un vasto seguito, non era così tollerante per il pioniere del garage-rock, il chitarrista Link Wray. Nel 1957, Bleyer accettò riluttante di pubblicare la sua "Link Wray" strumentale su Cadence, in parte a causa della fascinazione di sua figlia per la canzone. Wray aveva un contratto con Cadence, ma nel 1958 dopo aver presentato un album appena registrato di materiale simile ugualmente registrate a Nashville, Bleyer si convinse che la musica strumentale era moralmente e musicalmente inopportuna e mise da parte l'album e annullò il contratto di Wray. Il materiale non vedrà la luce del giorno per decenni, fino a quando non fu acquisito dall'etichetta British Rollercoaster. La Cadence ebbe una filiale jazz di breve durata, Candid, che durò circa un anno dal 1960 (fu riattivata con nuovi proprietari decine di anni dopo).
Cadence ha avuto un altro grande successo nel 1962 con l'album The First Family di Vaughn Meader, che presentava gli sketch comici di Meader e le sue imitazioni senza pari del presidente John F. Kennedy. L'album vendette moltissimo, senza interruzione, fino a quando Kennedy fu assassinato nel 1963.
La Cadence ha sempre mantenuto un piccolo gruppo di artisti. Altri successi di Cadence hanno compreso 14 hit di Johnny Tillotson, 10 di The Chordettes, 4 di Lenny Welch, 2 di Don Shirley. Nel 1964 Bleyer, che non era in grado di accettare il mutevole mercato della musica pop all'alba dell'era della British invasion, vendette l'etichetta Cadence e tutte le sue registrazioni (ad eccezione di alcuni materiali - come l'album Link Wray, che tenne per se stesso) ad Andy Williams che formò la Barnaby Records per gestire il catalogo Cadence.
Si trasferì con sua moglie Janet nella sua città natale di Sheboygan, nel Wisconsin, dove morì per gli effetti del morbo di Parkinson nel 1989.
Bleyer era un massone e membro della Loggia n. 568 di Santa Cecilia, New York City.

### Registrazioni di successo
- "Hernando's Hideaway" (1954)
- "The Naughty Lady of Shady Lane" (1954)